# Oberuzwil
Oberuzwil est une commune suisse du canton de Saint-Gall, située dans la circonscription électorale de Wil.

Photo aérienne prise à 800 m par Walter Mittelholzer (1927)